# Pokolenie literackie
Pokolenie literackie (także: generacja literacka) – pojęcie stosowane w literaturoznawstwie opisujące populację twórców i odbiorców będących w podobnym wieku. Przedstawicieli danego pokolenia, poza metryką, łączą także trzy wspólne cechy:
1. Wydarzenie społeczne, najczęściej polityczne, z którego wynikło ich wspólne postrzeganie rzeczywistości. Sytuacja taka nazywana jest "przeżyciem pokoleniowym". W historii literatury polskiej XX wieku takimi wydarzeniami były m.in.: odzyskanie niepodległości w 1918 roku, II wojna światowa, odwilż gomułkowska, powstanie Solidarności, stan wojenny oraz zmiana ustroju w 1989 roku[1].
2. Wspólna estetyka, spajająca przedstawicieli danego pokolenia, ogłaszana najczęściej w postaci wspólnie sformułowanej poetyki lub jako manifest założonej grupy literackiej.
3. Opozycyjny stosunek do innych, starszych pokoleń i grup literackich, przede wszystkim do reprezentowanych przez nich poglądów artystycznych lub społecznych. Nowe pokolenie literackie posiada własną poetykę, którą promuje m.in. dzięki własnym wydawnictwom i czasopismom.

W przeciwieństwie do grupy literackiej tego typu pokolenie nie jest sformalizowane.
Do pokolenia literackiego czasami zalicza się także twórców, którzy metrykalnie są starsi od nowych poetów i pisarzy, jednak w pewnym momencie zmienili swoją poetykę czy poglądy artystyczne. W ten sposób ich ewolucja zbiegła się z postulatami artystycznymi nowego pokolenia literackiego. Przykładem zaistnienia takiej sytuacji jest twórczość Leopolda Staffa, zwanego poetą trzech pokoleń. Zjawisko pokolenia literackiego po raz pierwszy uwidoczniło się wyraźnie w okresie romantyzmu.
Antoni Potocki w swojej publikacji Polska literatura współczesna (1912) opisał za pomocą tego pojęcia historię literatury, charakteryzując ją przede wszystkim jako występowanie kolejnych generacji twórców, którzy zastępowali poetyki starszych pokoleń nowymi ideami.